# Ali Uçar
Ali Uçar (* 1944 in der Türkei) ist ein deutsch-türkischer Politologe, berenteter Schulpsychologe und Erziehungswissenschaftler in Berlin.

## Leben und Wirken
Ali Uçar kam 1968 nach West-Berlin und begann ein Studium der Psychologie sowie der Rechts-, Politik- und Erziehungswissenschaften. Vorher hatte er in der Türkei als Lehrer in einem anatolischen Dorf gearbeitet. 1969 wurde er erster türkischer Lehrer in Berlin-Kreuzberg. Dort arbeitete er bis 1977 im Grundschulbereich und danach in einer Sonderschule für Lernbehinderte.
Uçar promovierte 1974 an der FU Berlin zum Dr. rer. pol. mit dem Schwerpunkt „Soziale Situation türkischer Migrantenfamilien“. 1994 erfolgte die Habilitation in Erziehungswissenschaften über das Thema „Ausländische Kinder in der deutschen Sonderschule“ an der TU Berlin. In der Folge verlieh ihm die TU für seine schulpädagogischen Leistungen den Professorentitel.
Ali Uçar wurde Mitarbeiter des Schulpsychologischen Beratungszentrums Berlin Friedrichshain-Kreuzberg bis zum Eintritt ins Rentenalter 2009.
Er war auch Dozent in der Lehrerfortbildung, lehrte als Honorarprofessor an der Technischen Universität Erziehungswissenschaften mit dem Schwerpunkt Interkulturelle Erziehung, hielt zahlreiche Vorträge und war verantwortlicher Kopf der Fachtagung der Friedrich-Ebert-Stiftung „Braucht die Schule Sozialarbeit“ mit Sanem Kleff, Ingrid Kollak, Manfred Günther, Birgit Rommelspacher und María do Mar Castro Varela 2009.
Für die türkische Gemeinde in Berlin trat er als Erziehungsberater auf.
Der niederländische Insider-Polit-Blog „Orca 100“ berichtete am 24. Mai 2016, dass Ali Uçar im Time Magazine jüngst u. a. folgende Behauptung aufgestellt habe: „63% der Immigrantenkinder im Vorschulalter in Berlin-Kreuzberg sprechen wenig oder kein Deutsch und sind theoretisch nicht einschulbar“.

## Schriften (Auswahl)
- Die soziale Situation der türkischen Arbeitnehmer in Westberlin (auch Diss.) Berlin 1975
- Vorschulerziehung von Ausländern am Beispiel Türkei; in: Klaus Schüttler-Janikulla (Hrsg.): Handbuch für Erzieher …; Landsberg 1981
- Die soziale Lage der türkischen Migrantenfamilien Express: Berlin 1982
- Illegale Beschäftigung und Ausländerpolitik Express: Berlin 1983
- Erziehung in der multikulturellen Gesellschaft Schneider: Baltmannsweiler 1984
- (Als Hrsg. mit Helmut Essinger und Avni Ayyildiz): Erziehung: Interkulturell – Politisch – Antirassistisch: Von der interkulturellen zur antirassistischen Erziehung Migro: 1993
- Benachteiligt: Ausländische Kinder in der deutschen Sonderschule (auch: Habil.) Schneider: Hohengehren 1996